# Робин Джордж против ИСККОН
«Робин и Марсия Джордж против Международного общества сознания Кришны Калифорнии» (англ. Robin and Marcia George vs. International Society of Krishna Consciousness of California) — судебное дело против Международного общества сознания Кришны, начатое несовершеннолетней американской кришнаиткой Робин Джордж и её матерью. Дело «Робин Джордж против ИСККОН» прошло все инстанции, включая Верховный Суд США. Судебный процесс по делу проходил в период с 1976 по 1993 год и сыграл одну из ключевых ролей в признании в американской судебной практике невозможности рассмотрения обвинений в «контроле сознания» и «промывании мозгов» из-за псевдонаучности этих теорий.

## Обстоятельства дела
В конце 1970-х и начале 1980-х годов Международное общество сознания Кришны (ИСККОН) подверглось нападкам и критике со стороны антикультовых организаций в США. Одним из самых нашумевших стало дело о промывании мозгов в отношении несовершеннолетней Робин Джордж. Начатый в 1976 году, процесс прошёл все инстанции, включая Верховный Суд США.
Робин Джордж и её мать обвинили Международное общество сознания Кришны Калифорнии в незаконном лишении Робин Джордж свободы, промывании мозгов, контроле сознания, нанесении морального ущерба и клевете. Как представители ИСККОН, так и сама Робин Джордж в своих показаниях на суде утверждали, что она была свободна вернуться к родителям или общаться с ними в любой момент и не делала этого по собственному желанию. Представители ИСККОН всё же признали, что совершили ошибку, позволив несовершеннолетней жить в храме и в будущем, в подобных случаях, обязались требовать письменное разрешение родителей.
В своих показаниях на суде, Робин поведала о том, что она добровольно ушла жить в кришнаитский храм в Лагуна-Бич в Калифорнии 1974 году в возрасте 14 лет. Родители поначалу разрешили ей практиковать свою новую веру дома, но вскоре поменяли мнение, разрушили её алтарь, порвали и выбросили в мусор имевшиеся у неё кришнаитские книги. Отец жестоко наказал дочь, на несколько дней привязав девочку цепью к унитазу.
Вскоре Робин убежала из дома и ушла жить в храм ИСККОН в Лагуна-Бич, где получила духовное посвящение от Бхактиведанты Свами Прабхупады. Позднее, чтобы избежать преследования родителей, она переехала в храм в Нью-Йорке, и после этого в храмы в Луизиане и Оттаве. Год спустя она вернулась домой к родителям, но по прошествии нескольких недель опять ушла жить в ашрам. Только после того, как отец Робин умер от сердечного приступа и полиция пригрозила арестовать лидеров ИСККОН по обвинению в похищении девочки, Робин окончательно вернулась домой.
В ответ на обвинения адвокатов Робин в контроле сознания и промывании мозгов, ИСККОН пригласил на суд религиоведов, которые подтвердили, что образ жизни кришнаитов соответствует традиционным религиозным практикам индуизма, несмотря на это, судья посоветовал жюри присяжных не принимать во внимание констатированную религиоведами религиозную аутентичность ИСККОН. В 1983 году суд присяжных вынес приговор в пользу семьи Джордж, приговорив ИСККОН к выплате возмещения в сумме 32 млн долларов. Мукунда Госвами, руководитель министерства ИСККОН по связям с общественностью, в своём комментарии корреспонденту газеты The New York Times охарактеризовал вердикт суда как «попытку разрушить организацию, представляющую одну из самых крупных религиозных традиций мира».
ИСККОН подал апелляцию и в августе 1989 года калифорнийский апелляционный суд сократил сумму более чем на две трети. При этом, суд отверг утверждения Робин Джордж о том, что ей промывали мозги и удерживали против воли в кришнаитских ашрамах. Предлагавшиеся экспертами антикультового движения свидетельства о «контроле сознания» и «промывании мозгов» были признаны судом «не имеющими научной базы» и, соответственно, не подлежащими рассмотрению в суде. В единогласно принятом судьями решении, изложенном на 105 страницах, суд признал, что Робин Джордж не полагалась компенсация за лишение свободы, нанесение морального ущерба и клевету. Позднее, сумма была сокращена судом до 485 тыс. долларов. Окончательно процесс завершился в июне 1993 года, когда ИСККОН согласился выплатить семье Джордж нераскрытую сумму.